# Мордухай-Болтовской, Филарет Дмитриевич
Филарет Дмитриевич Мордухай-Болтовской (7 [20] августа 1910, Варшава — 20 августа 1978, Барок, Ярославская область) — советский гидробиолог, зоолог, один из основоположников гидробиологической школы СССР. Происходит из старинного дворянского рода Мордухай-Болтовских.

## Биография
Родился 7 августа 1910 года в Варшаве в семье профессора Дмитрия Дмитриевича Мордухая-Болтовского. Во время Первой мировой войны семья переехала в город Ростов-на-Дону.
В 1927 году поступил в Ленинградский университет. Научным руководителем был Валентин Александрович Догель. С 1939 года начал работать на биологическом факультете Ростовского университета.
В 1940 году защитил диссертацию на соискание ученой степени кандидата биологических наук. В 1949 году стал доктором наук, а в 1959 году получил учёное звание профессора. С 1952 года работал в Институте биологии внутренних вод АН СССР.
Умер 20 августа 1978 года в Борке.
Похоронен на Богословском кладбище Санкт-Петербурга.

## Научные достижения
Предложил гипотезу стадийности развития сообществ зообентоса. Впервые оценил биологическое разнообразие пресноводных беспозвоночных. Провёл анализ циклических изменений обилия низших ракообразных. Выявил роль теплового загрязнения в динамике зарастания водоемов. Под его руководством защищена 21 диссертация на соискание ученой степени кандидата биологических наук.

### Публикации
Он написал около 184 работ
- Мордухай-Болтовской Ф. Д. О происхождении латинских названий пресноводных ракообразных // Биологические ресурсы пресных вод: беспозвоночные. — Рыбинск: Рыбинский дом печати, 2005. — С. 6—19. — ISBN 5-88697-129-7.